# Maple Bay (Minnesota)
Maple Bay è un'area non incorporata nella Godfrey Township, nella parte centrale della Contea di Polk, nello stato federato del Minnesota, Stati Uniti d'America. Si tratta di un insediamento di villette per vacanze e seconde case che si trova presso l'estremità occidentale del Maple Lake, circa 6,5 km (4 miglia) a Ovest di Erskine.
Maple Bay si trova su una strada asfaltata che connette Mentor e la U.S. Route 2 con la County Road 41 verso Fertile.  Il vicino lago è un resort estivo e un parco giochi per gli abitanti di Crookston, Grand Forks ed altre città vicine e offre anche un'eccellente pesca sul ghiaccio.
Il nome del luogo risale al 1882, quando venne aperto l'Ufficio Postale di Maple Bay nell'emporio Markham. In più riprese, nella piccola comunità sono nati un caseificio, due chiese, una fattoria, una fabbrica di soffiatori, almeno due negozi di fabbri e diverse residenze. Dagli anni '20, Maple Bay si è evoluta in un'area residenziale semi-rurale, tipicamente, con almeno un emporio che si rivolge ai resort e agli abitanti delle seconde case dell'area.